# Шуцман, Николай Сергеевич
Никола́й Серге́евич Шу́цман (1864, Москва — 1937, Москва) — русский архитектор, военный инженер, полковник.

## Биография
Родился в 1864 году в Москве. Сын московского садовника, отец которого был выходцем из Германии; брат архитекторов С. С. Шуцмана и М. С. Шуцмана. С 1895 года состоял членом Московского архитектурного общества. Вместе с С. С. Шуцманом работал помощником архитектора Л. Н. Кекушева, принимал участие во многих его постройках. Вместе с братьями в 1897 году участвовал в конкурсе проектов здания Музея изящных искусств в Москве, был удостоен Серебряной медали. В 1901 служил местным инженером 1-й Московской инженерной дистанции. В 1912 году представил разработал конкурсный проект памятника защитникам Смоленска в Отечественной войне 1812 года, который был отобран из 30-ти других проектов и реализован в натуре (Благодарная Россия — Героям 1812 года, известен также как «Памятник с орлами»). В начале 1920-х годов совместно с А. В. Щусевым и И. В. Жолтовским работал над комплексом Всероссийской сельскохозяйственной и кустарно-промышленной выставки в Москве.

## Проекты и постройки

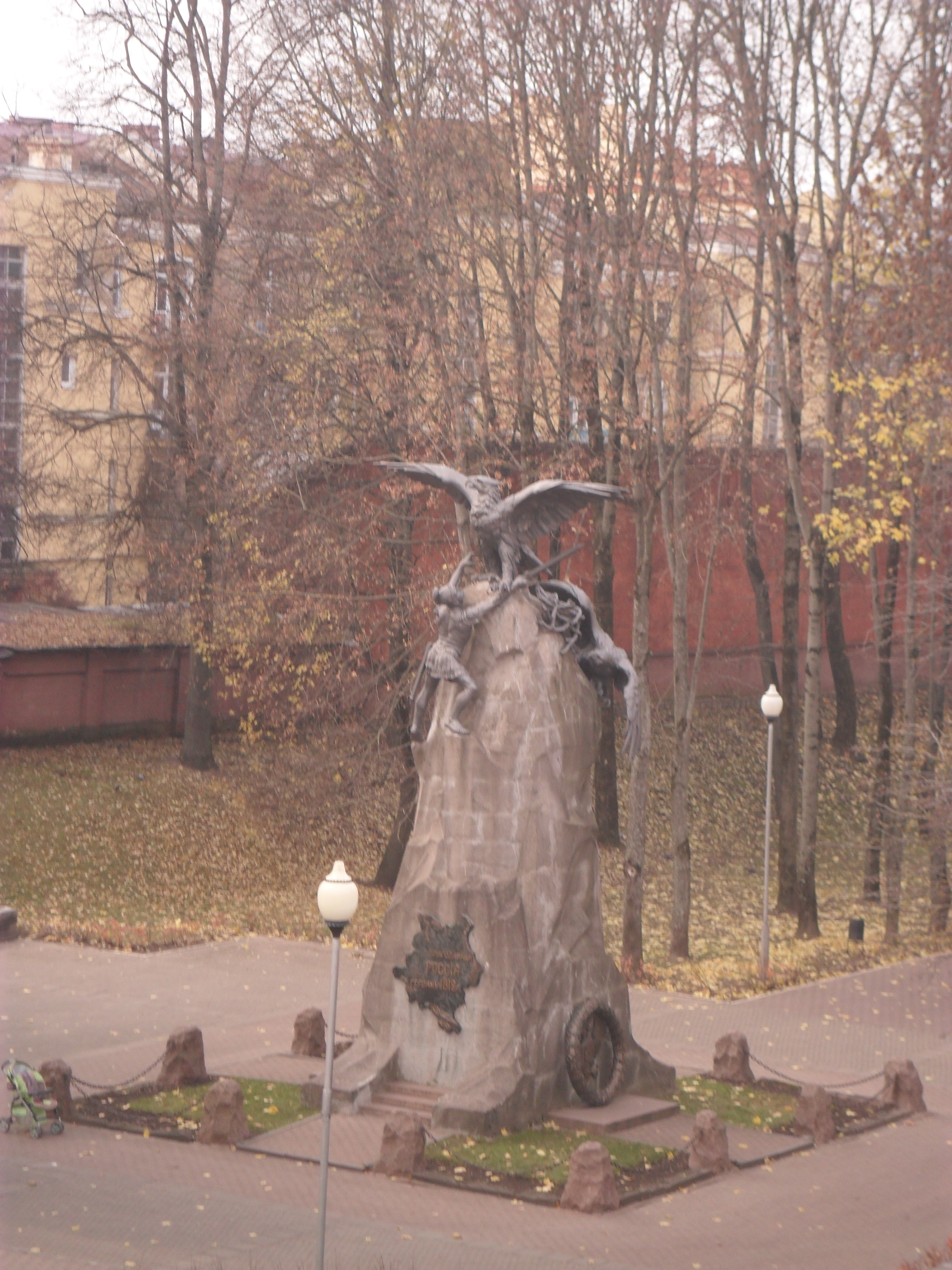
Благодарная Россия — Героям 1812 года

- 1894—1896 — перестройка особняка Т. И. Коробкова, совместно с Л. Н. Кекушевым, Москва, Пятницкая улица, 33  памятник архитектуры (федеральный)[4];
- 1897 — проект здания Музея изящных искусств в Москве, совместно с С. С. и М. С. Шуцманами (не осуществлён)[2];
- 1902 — перестройка и возведение трапезной церкви Михаила Архангела в Летово[3][5];
- 1902 — Конкурсный проект доходного дома С. И. Лямина, совместно с Л. Н. Кекушевым, С. С. Шуцманом, Москва, III премия (не осуществлён)[6];
- 1902 — Конкурсный проект женской гимназии М. Н. Гарелина в Иваново-Вознесенске, совместно с Л. Н. Кекушевым, С. С. Шуцманом, III премия (не осуществлён)[7]
- 1901 — Конкурсный проект доходного дома наследников Папудовой в Одессе, совместно с Л. Н. Кекушевым и С. С. Шуцманом, II премия (не осуществлён)[8];
- 1904 — Дом Дамского попечительства о бедных Ведомства учреждений Императрицы Марии, совместно с С. С. Шуцманом (вероятно, при участии Л. Н. Кекушева и К. Ф. Бурова), Малый Козихинский переулок, 4[9];
- 1907—1909 — Сергиево-Елизаветинское убежище близ села Всехсвятского[10] под Москвой (не сохранилось);
- 1912—1913 — Памятник Благодарная Россия — Героям 1812 года (скульптор С. Р. Надольский), Смоленск, Сквер Памяти Героев  памятник архитектуры (федеральный)[2];
- 1913—1914 — перестройка особняка и ограда во владении С. Н. Пастухова, Москва, Колымажный переулок, 6, стр. 2[3][11];
- ? — деревянное здание приюта, Москва, Сокольники (не сохранилось)[3].